# Parinari cardiophylla
Parinari cardiophylla är en tvåhjärtbladig växtart som beskrevs av Adolpho Ducke. Parinari cardiophylla ingår i släktet Parinari och familjen Chrysobalanaceae. Inga underarter finns listade i Catalogue of Life.